# Infodemiologia
L'infodemiologia è la scienza che studia la distribuzione delle informazioni e i fattori determinanti che sono all'origine delle informazioni stesse in un mezzo elettronico, in particolar modo Internet, o in una popolazione, col fine ultimo di supportare la sanità pubblica e la politica pubblica. Rappresenta un ambito multidisciplinare di ricerca, coinvolgendo l'informatica, la comunicazione digitale e la medicina. Il termine, portmanteau di "informazione" e di "epidemiologia", è stato introdotto nel 2002 dal ricercatore canadese Gunther Eysenbach.
Con il termine infodemia, parallelamente derivato dalle parole "informazione" ed "epidemia", talvolta definita anche bulimia informativa, si intende l'eccessiva proliferazione di informazioni spesso contraddistinte da dubbia affidabilità e carenza di fonti.

## Storia
I primi studi sulla distribuzione e qualità delle informazioni mediche diffuse su Internet cominciarono a essere pubblicati già verso la metà degli anni 1990, tra cui indagini riguardanti le raccomandazioni dietetiche e la gestione della febbre nei bambini. Tuttavia questi primi studi, principalmente di natura descrittiva, non mettevano in correlazione gli indici di qualità con le caratteristiche dei siti web, oltre a non evidenziare il nesso associativo tra queste caratteristiche e il consumatore.
Riprendendo questi studi iniziali, nel 2002 Gunther Eysenbach coniò il termine "infodemiologia" dando originariamente la definizione di "studio dei fattori determinanti e della distribuzione delle informazioni sulla salute e della disinformazione"; in seguito, nel 2006, Eysenbach ampliò tale definizione.

## Principi
Basandosi sul concetto di domanda e offerta di informazioni, queste ultime facilmente fruibili attraverso i motori di ricerca, è possibile sviluppare una metodologia analitica che impiegando strumenti statistici come la regressione multivariata permette di stabilire la relazione esistente tra i criteri di qualità e le altre variabili indagate. Tra gli indicatori infodemiologici sono inclusi i dati aggregati sulla prevalenza e sui pattern delle informazioni reperibili sui siti web e social media, la metrica delle discussioni nei vari gruppi e blog, e le attività sui motori di ricerca.
Per valutare la qualità delle informazioni riguardanti la salute esistenti in Internet vengono presi in considerazione i seguenti elementi:
- aggiornamento recente e continuo;
- citazione delle fonti;
- scopi espliciti e intenzioni del sito web;
- rivelazione degli sviluppatori e degli sponsor;
- interessi rivelati e che non influenzano l'obiettività (per esempio, interessi finanziari);
- contenuto equilibrato che elenca vantaggi e svantaggi;
- etichettatura con metadati;
- livello di prova indicato.

I dati ottenuti dall'infodemiologia possono essere usati per attuare la sorveglianza delle informazioni (infoveillance), utile ad esempio per rivelare alle autorità sanitarie massive campagne di disinformazione sulle vaccinazioni. In base ai soggetti da cui provengono le informazioni, la sorveglianza distingue i seguenti tre casi: 1) informazioni pubbliche professionali; 2) informazioni esplicite e consce fornite dagli utenti e da individui malati; 3) informazioni implicite fornite principalmente in modo inconsapevole dagli utenti.